# 旅顺茶藨子
旅顺茶藨子（学名：Ribes giraldii var. polyanthum）为虎耳草科茶藨子属下的一个变种。

## 扩展阅读
- 維基物種上的相關：旅顺茶藨子